# Barranc de la Buada

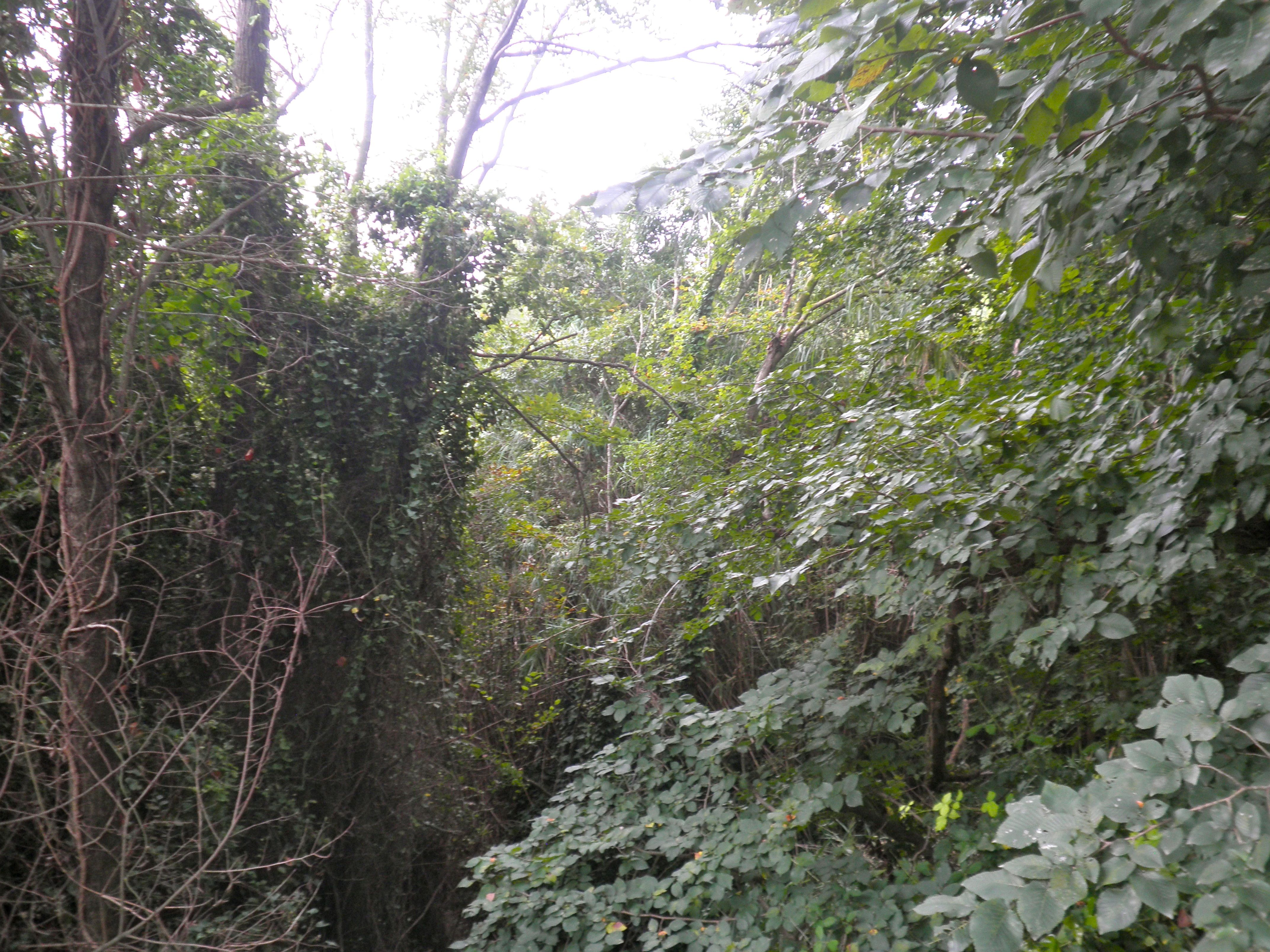
El barranc de la Buada des del pont de la Buada

El Barranc de la Buada és un curs fluvial del terme de Reus a la comarca catalana del Baix Camp.
Comença als Plans del Puig, al terme de Castellvell, i fa frontera entre els termes d'aquest poble i de Reus, però aleshores se'l coneix com a Barranc de la Rota fins que arriba al pont de la Buada, que és quan entra a la Partida de la Buada i en pren el nom. També se n'hi diu Barranc de l'Espluga Pobra, dels Coets i de l'Espinós. Els Coets era un grup de barraques propietat de la Pirotècnia Espinós, que s'utilitzaven per fer material pirotècnic. Van donar nom al barranc en aquest tram, i també el nom del propietari.
Més avall, després de travessar el camí de la Pedrera del Coubi, se'l coneix com a camí o barranc del Molí, perquè passa vora el Molí de la Vila. S'ajunta amb el Barranc del Mas de Gassot vora el camí del Roquís.
El Pont de la Buada és un pont de pedra d'una sola arcada. Permet el pas damunt del Barranc de la Buada del camí dels Cinc Camins.